# Червена могила
Червена могила е село в Западна България. То се намира в община Радомир, област Перник.

## География
През 2012 г. в землището на Червена могила е обявена защитената местност „Голо бърдо – находище на муховидна пчелица“ с площ 106,2 дка. Създадена е за опазване на муховидната пчелица и местообитанието ѝ.

## Икономика
Край селото е разположен един от последните грандомански проекти на комунистическия режим – останалият незавършен Завод за тежко машиностроене – Радомир.